# 白乌镇
白乌镇，是中华人民共和国四川省凉山彝族自治州盐源县下辖的一个乡镇级行政单位。

## 行政区划
白乌镇下辖以下地区：
白乌村、三棵树村、柯登村、足木村、长麻村、面坝村、山门村、卡拉坝村、牦牛圈村、马坝村、长坪子村和宝清村。